# 女性セブン

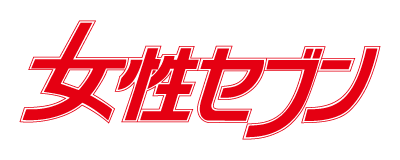
2014年6月5日発売号まで使われた旧ロゴ

『女性セブン』（じょせいセブン）は、小学館が発行する女性週刊誌。毎週木曜日発売。皇室や芸能人関係の記事がメインだが、ニュース記事や読者投稿のページもある。『週刊女性』（主婦と生活社）や『女性自身』（光文社）などと共に3大女性週刊誌の一角を担っている。
1998年下期から2023年下期の「25年連続女性週刊誌部数ナンバーワン」を謳っている。
2024年8月、WEBメディア「女性セブンプラス」がスタート。

## 不祥事・注目された記事など
- 2006年、ダイエットに関する虚偽の記事を掲載したとして、住田裕子弁護士から名誉毀損で提訴される。2009年9月25日、上告棄却で敗訴、10万円の賠償を命じられた[3]。
- 2007年から2012年にかけて、皇室報道において虚偽内容の記事を掲載したとして、宮内庁から複数回に渡って抗議や記事の訂正を求められている[4][5][6][7]。
- 2013年10月10日号「中国＆韓国産 放射能汚染 この食品が危ない！」で新潟県を含む17道府県の農産物からも放射性物質が検出されたと掲載され、のちに新潟県庁から抗議申し入れを受け、24日号に謝罪声明を掲載した[8]。
- 2013年11月7日発売号に、自宅室内にいる中森明菜を盗撮した写真を掲載し、精神的苦痛を与えたとして、2016年7月27日、東京地裁から発行元の小学館とカメラマンに対して550万円の支払いを命じられる。また、カメラマンは軽犯罪法違反罪（覗き行為）として東京簡裁から略式命令を受ける[9][10][11]。
- 2024年12月19日発売号が中居正広の女性トラブルをスクープ。中居が9000万円ほどのの解決金を支払ったこと、フジテレビの社員も関与していたことなどを報じた[12][13]。翌週には『週刊文春』が追随し[14][15]、『女性セブン』も関連の報道を続けた。中居の出演していたレギュラー番組は全て終了し、フジテレビへのCM出稿を差し止めた企業の数は1月20日までに75社にのぼった[16]。1月23日、中居は同日付で芸能活動を引退すると発表した[17]。1月27日、フジテレビは、港浩一社長と嘉納修治会長が同日付で辞任すると発表した[18]。

## 主な掲載作品

### 小説・エッセイ
- 『翳った旋舞』（松本清張）1963年5月2日号 - 同年10月23日号
- 『複雑な彼』（三島由紀夫）1966年1月1日号 - 同年7月20日号
- 『間宮兄弟』（江國香織）2003年7月11日号 - 2004年1月1日号

### 漫画
連載中
- 『恋する母たち』（柴門ふみ）
- 『チコちゃんに叱られる！』（住吉リョウ、原作：NHK、ストーリー原案：海老克哉、キャラクター原案：オオシカケンイチ）※月刊コロコロコミック・別冊コロコロコミックから出張掲載
- 『トラとミケ』（ねこまき）

完結
- 『愛たずねびと』（藤子不二雄Ⓐ）
- 『愛ぬすびと』（藤子不二雄Ⓐ）
- 『愛しのチィパッパ』（北見けんいち、原作：やまさき十三）
- 『おじしゃま事件です』（KYOKO）
- 『気になるあの人』（園山俊二）
- 『死爵の館』（桜多吾作、原作：永井豪）
- 『修羅の檻』（汐見朝子）
- 『シルバー』（藤田和子、原作：ペニー・ジョーダン）
- 『女帝由奈』（黒川あづさ、原作:倉科遼）
- 『でぇっ嫌い!』（牧野和子、原作：後藤ゆきお）
- 『花宵道中』（斉木久美子、原作：宮木あや子）
- 『ミス・ドラキュラ』（藤子不二雄Ⓐ）
- 『都わすれ』（大山和栄）
- 『欲望の聖女 令嬢テレジア』（森園みるく、原作：藤本ひとみ）
- 『離婚時代』（ひびきゆうぞう、原作：芥真木）
- 『レッツゴー3匹』（URA EVO）
- 『澤飯家のごはんは息子の光がつくっている。』（山田可南）　
- 『黄金の旋律』（宮城朗子、シナリオ：湯島ミチコ）
- 『悪いキス』（高口里純、原作：『赤と黒』）
- 『王様の耳』（えすとえむ）

## 発行部数
- 2004年（2003年9月 - 2004年8月） 570,043部[19]
- 2005年（2004年9月 - 2005年8月） 564,149部[19]
- 2006年（2005年9月 - 2006年8月） 556,396部[19]
- 2007年（2006年9月 - 2007年8月） 550,200部[19]
- 2008年（2007年10月 - 2008年9月） 507,500部[19]

|        | 1〜3月     | 4〜6月     | 7〜9月     | 10〜12月   |
| ------ | ---------- | ---------- | ---------- | ---------- |
| 2008年 |            | 499,583 部 | 487,819 部 | 477,500 部 |
| 2009年 | 469,455 部 | 466,000 部 | 466,819 部 | 466,750 部 |
| 2010年 | 460,091 部 | 448,091 部 | 445,364 部 | 428,500 部 |
| 2011年 | 425,000 部 | 405,667 部 | 409,773 部 | 401,709 部 |
| 2012年 | 404,546 部 | 400,209 部 | 405,417 部 | 435,182 部 |
| 2013年 | 417,084 部 | 427,084 部 | 418,334 部 | 428,182 部 |
| 2014年 | 409,250 部 | 391,167 部 | 382,728 部 | 384,091 部 |
| 2015年 | 378,084 部 | 383,910 部 | 372,500 部 | 368,867 部 |
| 2016年 | 364,917 部 | 362,727 部 | 359,300 部 | 355,292 部 |
| 2017年 | 355,250 部 | 357,000 部 | 349,975 部 | 348,327 部 |
| 2018年 | 342,109 部 | 335,075 部 | 335,527 部 | 338,618 部 |
| 2019年 | 334,273 部 | 329,500 部 | 329,836 部 | 334,050 部 |
| 2020年 | 327,273 部 | 324,318 部 | 325,890 部 | 323,636 部 |
| 2021年 | 321,000 部 | 318,890 部 | 312,136 部 | 305,500 部 |
| 2022年 | 305,500 部 | 302,773 部 | 300,955 部 | 302,500 部 |
| 2023年 | 296,300 部 | 295,792 部 | 294,167 部 | 284,667 部 |
| 2024年 | 277,927 部 |            |            |            |

## 関連人物
- 福岡翼 - 同誌の芸能記者を務め、後に芸能リポーターに転向。